# Émile Girardeau
Émile Girardeau (12 de octubre de 1882 - 7 de diciembre de 1970) fue un ingeniero francés, conocido por ser la primera persona en patentar el sistema original de frecuencias que se usa y se conoce hoy como radar. 

## Semblanza
Girardeau nació en 1882 en Luçon, (el Vandea). Alumno de la École polytechnique (Escuela Politécnica) (1902-1908), se convirtió en Instructor de la École nationale des ponts et chaussées (Escuela Nacional de Puentes y Carreteras). Hacia 1910, junto a Joseph Béthenod, estableció la primera conexión  radiotelegráfica en las colonias tropicales francesas, enlazando Brazzaville con Loango. Esta experiencia le sirvió de punto de partida para organizar los servicios internacionales de la Compañía Radioeléctrica Francesa a partir de 1914.
En 1919, tras la Primera Guerra Mundial, fue nombrado Caballero de la Legión de Honor por sus méritos de guerra. Puso en marcha la idea de la creación de una empresa de servicios públicos dedicada a la emisión radiofónica de información y música en 1922, y ese mismo año contribuyó a establecer la primera estación de radio privada de Francia, que con el nombre de RADIOLA, a finales de marzo de 1929 se convirtió en Radio París. En 1931, fue ascendido a Comandante de la Legión de Honor.
En el año 1934 dirigió el equipo que desarrolló el primer sistema de radar en Francia, y cinco años después, en 1939, construyó con Maurice Ponte las instalaciones de radar para la defensa antiaérea de París, que fueron destruidas en junio de 1940. Después de la caída de Francia frente a Alemania al comienzo de la Segunda Guerra Mundial, Girardeau permaneció en París, obteniendo información para las fuerzas clandestinas de la Francia Libre.
En 1944, poco antes del Desembarco de Normandía, fue el encargado de preparar clandestinamente el restablecimiento de las comunicaciones de radio en Francia. Elegido miembro de la Academia Naval Francesa en 1945, se convirtió en miembro de la Academia de Ciencias Morales y Políticas en 1954.
Girardeau murió en París en 1970, a los 88 años de edad.

## Reconocimientos
- Girardeau fue nombrado Comandante de la Legión de Honor en 1931.[3]
- La Academia de Ciencias Morales y Políticas otorga anualmente el Premio Émile Girardeau "por un trabajo o disertación relacionados con la economía o la sociología".[6]